# Kraut (Band)
Kraut war eine New-York-Hardcore-Band aus Manhattan, die im Jahr 1981 gegründet wurde und sich 1986 auflöste.

## Geschichte
Die Band wurde im Jahr 1981 gegründet und bestand aus dem Sänger Davy Gunner (15 Jahre alt), dem Gitarristen Doug Holland (18), dem Bassisten Don Cowan (22) und dem Schlagzeuger John Koncz aka „Johnny Feedback“ (13). Da für The Clash für den einzigen Auftritt in den USA doppelt so viele Tickets verkauft wurden, als eigentlich geplant war, musste auch die Anzahl der Konzerte verdoppelt werden, wobei für dieses zweite Konzert noch eine Vorband fehlte. Daraufhin spielte Kraut am 11. Juni 1981 als Vorband für The Clash ihren ersten Auftritt, nachdem Kraut dem Management ein Demo, das drei Lieder umfasste und hierfür extra aufgenommen wurde, zukommen lassen hatte. Daraufhin nahm die Band im August 1981 mit Kill for Cash ihre erste Single auf, die eine Auflage von 1.000 Stück hatte. Eine zweite Single schloss sich im Dezember unter dem Namen Unemployed an und hatte eine Auflage von 5.000 Stück. Bei den Aufnahmen hierzu entstand auch das Lied Getaway, das erstmals auf dem Reach-Out-International-Records-Sampler Abortion und später auch auf dem Debütalbum zu hören sein sollte. Als weiteres Lied wurde zudem Matinee aufgenommen, das nur ein einziges Mal im Radioprogramm Noise the Show von Tim Sommer auf WNYU-FM zu hören war. Es folgten vermehrt Auftritte, wobei Kraut im Juni 1982 zusammen mit TSOL und The Professionals im Channel-Club in Boston spielte. Dabei freundete sich die Gruppe schnell mit The Professionals an. Kraut war daraufhin bei einem Auftritt von The Professionals im New Yorker Club Ritz anwesend. Danach flogen The Professional wieder zurück nach England, bis auf Steve Jones, der noch ein paar Tage in New York verblieb. Daraufhin traf er auf den Kraut-Gitarristen Doug Holland, der Jones zu den Aufnahmen des Debütalbums An Adjustment to Society einlud, das 1982 erschien und wovon sich ca. 10.000 Einheiten absetzten. Jones war hierbei in den Liedern Onward, Sell Out und Kill for Cash als Gastmusiker zu hören.
Der Veröffentlichung folgten Auftritte im A7, CBGB, Mudd Club und dem Great Gildersleeves. Dabei spielte die Band zusammen mit Gruppen wie Bad Brains, The Abused, Gilligan’s Revenge und Urban Waste. Jones wohnte zudem einige Zeit bei Holland und dem Bassisten Dan Cowan, weshalb es ihm möglich war, gelegentlich mit der Gruppe zusammen live aufzutreten. Im Sommer 1983 hielt die Band eine Tour durch die USA ab, ehe sie im Dezember ein Musikvideo zu dem Lied All Twisted aufnahm, das unter anderem auch auf MTV ausgestrahlt wurde. In den folgenden zehn Monaten folgten weitere Auftritte, sowie diverse Aufnahmen von neuen Liedern, woraus das zweite Album Whetting the Scythe entstand, das 1984 erschien. Nach einer Tour durch Kalifornien im Januar 1985 folgte eine weitere Tour durch den Westen der USA zusammen mit Channel 3. Im April 1985 verließ Doug Holland die Band, um Cro-Mags beizutreten. Als Ersatz kam Chris Smith von Battalion of Saints zur Besetzung. Daraufhin folgten Auftritte im CBGB, Pyramid und Danceteria. Im Sommer 1985 spielte Smith die Gitarrenspuren von vier neuen Liedern, die noch von Holland komponiert worden waren, ein. Den Rest des Jahres arbeitete die Band an neuen Liedern. Smith verstarb bei einem Unfall am 8. Februar 1986, bei dem er in der Badewanne ausgerutscht war, sich den Kopf angeschlagen hatte und in der Wanne ertrunken war. Daraufhin kam es zur Auflösung der Band. Im Jahr 1992 wiederveröffentlichte Century Media beide Kraut-Alben. Im Jahr 1991 spielte die Band einen Auftritt im Ritz, sowie am 21. und 22. Juni 2002 im CBGB, zur Feier des 20-jährigen Bestehens des Reach-Out-International-Records-Samplers New York Thrash.

## Stil
Laut Matthias Mader in seinem Buch New York City Hardcore The Way It Was… biete An Adjustment to Society eine Mischung aus britischem Punkrock und New York City Hardcore.

## Diskografie
- 1981: Demo (Demo, Eigenveröffentlichung)
- 1981: Kill for Cash (Single, Cabbage Records)
- 1982: Unemployed (Single, Cabbage Records)
- 1982: An Adjustment to Society (Album, Cabbage Records)
- 1984: Whetting the Scythe (Album, Cabbage Records)
- 1989: Night of Rage (Live-Album, New Red Archives)
- 1990: The Movie (Kompilation, New Red Archives)
- 2002: Complete Studio Recordings 1981-1986 (Kompilation, New Red Archives)
- 2004: Live at CBGB's (Live-Album, New Red Archives)